# Jan Adelf Městecký
Jan Adelf Městecký, latinsky Ioannes Adelphus (1520, Heřmanův Městec – 25. září 1593, Brtnice), byl utrakvistický kněz a náboženský spisovatel.

## Život
Byl vychován mezi českými bratry v Prostějově, ale stal se utrakvistickým knězem. V tomto úřadě pak v Prostějově mezi lety 1577–1583 působil. Zde se dostal do sporu s utrakvistickým děkanem v Uherském Brodě Pavlem Kyrmezerem, který přerostl v ostrou náboženskou polemiku. Zaznamenali ji i dějepisci Jednoty bratrské, neboť zejména na obranu Jednoty Adelf v tomto sporu vystupoval. V roce 1583 byl na příkaz olomouckého biskupa Stanislava Pavlovského uvězněn, ale na přímluvu Hynka Brtnického z Valdštejna opět propuštěn. Musel však opustit své působiště v Prostějově a usadil se Brtnici, kde zůstal až do své smrti.
V roce 1580 byl k poctě Jana Adelfa vydán sborník latinské příležitostné poezie Carmina aliquot in honorem (...) Ioannis Adelphi Hermannomiesteceni.
Jan Adelf Městecký bývá někdy zaměňován s Janem Heřmanoměsteckým, farářem v Poděbradech a děkanem v Rakovníku, který zemřel v roce 1579. Kvůli svým intenzivním kontaktům s českými bratry je také někdy mylně považován za duchovního Jednoty bratrské a to i v některých moderních pojednáních.

## Dílo
- Labyrinthus. V podobnost rozličného chození jediným písma řádkem sepsán a v způsob dvou erbův spolu spojených sformován (tisk 1583). Spis byl vydán k poctě Jana ml. ze Žerotína a na Břeclavi a Kunky z Boskovic při příležitosti jejich sňatku.
- Ohlášení se Jana Adelfa proti psaní, jenž slove Acta concordiae ec. kněze Pavla Kyrmezera, děkana Uherského Brodu (rkp.).
- Jan Adelf je autorem písně Jak nesnadný mám a nebezpečný boj, kterou otiskl v roce 1659 Jan Amos Komenský ve svém amsterodamském kancionálu. V rámci polemiky s Pavlem Kyrmezerem složil též satirickou píseň o 45 slokách po 11 verších Jan Adelf, Kyrmezeře, vzkazujeť da pacem. Podle některých zdrojů měl být též autorem skladby Píseň posměšná na Jana Augustu.[4]